# Sollers et Guégan ont deux mots à se dire
Pour plus de détails, voir Fiche technique et Distribution.
Sollers et Guégan ont deux mots à se dire est un film documentaire français réalisé par Danielle Jaeggi et sorti en 1980.
Il s'agit de l'enregistrement d'un débat entre les deux écrivains : « Deux enfants terribles de la culture française, deux méridionaux " montés à Paris ", deux anciens familiers du P. C. discutent pendant près de deux heures de littérature, de politique, de sexe, de cinéma » (Louis Marcorelles, Le Monde, 5 décembre 1980).

## Fiche technique
- Titre : Sollers et Guégan ont deux mots à se dire
- Réalisation : Danielle Jaeggi
- Photographie : Jean-Paul Fargier
- Son : Raphaël Sorin
- Société de production : Mon Oeil
- Pays d'origine :  France
- Durée : 105 minutes
- Date de sortie : France - 3 décembre 1980

## Distribution
- Gérard Guégan
- Philippe Sollers